# كيمياء ضوئية
الكيمياء الضوئية هي فرع من فروع علم الكيمياء، ويشمل دراسة التفاعلات بين كلا من الذرّة، والجزيئات الصغيرة والضوء (أو الإشعاع الكهرومغناطيسى). مثله كمثل كل الفروع العلمية فأن الكيمياء الضوئية تستخدم النظام الدولي SI أو نظام القياس المتري.
الوحدات المهمة والثوابت التي يتم استخدامها بكثرة تتضمن الأمتار (و أشكاله المختلفة مثل السنتيمتر، الميليمتر، الميكرومتر، النانومتر، وهكذا..) والثوانى، الهرتز، الجول، المول، ثابت الغاز R وثابت بولتزمان.
وهذه الوحدات والثوابت متكاملة أيضا مع مجال كيمياء الطبيعة.
أول قانون للكيمياء الضوئية يعرف باسم قانون جروتاس ـ درابر (نسبة للكيميائيين C.J.T. de Grotthuss و John W. Draper)، والذي ينص على أنه يجب على الضوء أن يمتص من قبل مادة كيميائية ليحدث تفاعل كيميائي ضوئي.
وثاني قانون للكيمياء الضوئية، قانون ستارك ـ أينشتين، والذي ينص على أنه لكل فوتون ضوئي يتم امتصاصه من قبل نظام كيميائي، فقط ـ جزئ واحد فقط يتم تنشيطه لأجل تفاعل كيميائي ضوئي. وذلك القانون يعرف أيضا بقانون تساوى الضوء والذي قام باشتقاقه ألبرت أينشتين حينما كانت نظرية الكم (الفوتون) للضوء يتم تطويرها.
التفاعلات الكيميائية تحدث فقط عندما يكتسب الجزيء «طاقة التنشيط» اللازمة. وهناك مثال بسيط يمكن أن تكون احتراق من البنزين (أ الهيدروكربون) إلى ثاني أكسيد الكربون والماء. في هذا التفاعل، يتم توفير طاقة التنشيط في شكل حرارة أو شرارة. في حالة التفاعلات الضوئية الضوء يوفر طاقة التنشيط. ببساطة، الضوء هو آلية توفير الطاقة اللازمة لتفعيل العديد من التفاعلات. في حالة استخدام ضوء الليزر، فمن الممكن أن تثير انتقائيا الجزيء وذلك لإنتاج الحالة الإلكترونية اوالتذبذبية المطلوبة. بنفس القدر، قد يكون من الانبعاثات دولة معينة رصدها بشكل انتقائي، وتوفير قدر من سكان تلك الدولة. إذا كان النظام الكيميائية في الضغط المنخفض، وهذا يتيح للعلماء مراقبة توزيع الطاقة من المنتجات من تفاعل كيميائي قبل الاختلافات في الطاقة قد لطخت بها وبلغ متوسط بواسطة الاصطدامات المتكررة.

## تطبيقات في مجال الكيمياء الضوئية
توجد العديد من العمليات التي تشتمل على تطبيقات كيميائية ضوئية. ففي البشر مثلا يُعتمد على الكيمياء الضوئية في إنتاج فيتامين دي.
يمكن وصف التطبيق الكيميائي بأنه تفاعل كيميائي ناتج عن الضوء، بالإضافة إلى أن بعض التفاعلات تحتاتج إلى الحرارة لتتم.

## ترددات الأطياف الضوئية
الكيميائين الضوئيين عادة يعملون في أقسام قليلة فقط من [الطيف [الكهرومغناطيسية]]. بعض المقاطع الأكثر استخداما على نطاق واسع، وترددات موجاتها، هي التالية:
- الأشعة فوق البنفسجية: 100-400 نانومتر
- الضوء المرئي: 400-700 نانومتر
- الأشعة تحت الحمراء القريبة: 700-2500 نانومتر

## تاريخ
على الرغم من وجود هذا النوع من الكيمياء من قديم الزمان، إلا أن أول وصف وملاحظة لأحد تطبيقاته لم يتم إلا في عام 1834 للميلاد،